# Rhododendron mainlingense
Rhododendron mainlingense är en ljungväxtart som beskrevs av S.H. Huang och R.C. Fang. Rhododendron mainlingense ingår i släktet rododendron, och familjen ljungväxter. Inga underarter finns listade i Catalogue of Life.